# Cymbosema roseum
Cymbosema es un género monotípico de plantas con flores  perteneciente a la familia Fabaceae.  Su única especie: Cymbosema roseum, es originaria de Brasil.

## Descripción
Son bejucos trepadores con tres folíolos, mayormente elípticos a ovados, de 5–17 cm de largo y 3–11 cm de ancho, ápice agudo u obtuso, base obtusa a redondeada, pubescentes, estipelas presentes; estípulas deltoides. Inflorescencias pseudoracemosas, axilares, 7–30 cm de largo, cada nudo con 1–3 flores de 3–4 cm de largo, rojas; cáliz campanulado, 4-lobado; estandarte obovado, puberulento, alas excediendo por 2/3 la longitud del estandarte, quillas iguales a las alas, distalmente fusionadas; estambres 10, diadelfos, el vexilar libre; ovario sésil, canescente-tomentoso, con ca 6 óvulos, estigma y estilo glabros. Legumbres oblongas, falcadas, 3.5–4.5 cm de largo, 1.8 cm de ancho y 0.4 cm de grueso, con el rostro curvado hacia abajo, persistentes; semillas 2–6, elípticas a ovaladas, ca 10 mm de largo, 6 mm de ancho y 4 mm de grueso, hilo linear, casi rodeando la 1/2 de la testa.

## Taxonomía
Cymbosema roseum fue descrita por George Bentham y publicado en Journal of Botany, being a second series of the Botanical Miscellany 2(10): 60–61. 1840.
Sinonimia
- Cymbosema apurense (Kunth) Pittier
- Dioclea purpurea Poepp.
- Dioclea rosea (Benth.) N.Zamora